# Evenor
Evenor (en griego, "Εὐήνωρ") fue un personaje de la mitología griega, descrito brevemente por el Critias, obra del filósofo griego Platón. Es mencionado por primera vez en los diálogos Timeo y Critias, fuentes de las que se extrae la leyenda de la Atlántida.

## Vida
Según el Critias, Evenor era uno de los hombres que había nacido de la tierra, en el entonces territorio inhabitado de la Atlántida. Evenor convivía con su mujer, Leucipe, en una montaña baja que se ubicaba a unos cincuenta estadios del mar. Con su esposa, Evenor fue padre de Clito o Clitoé. Ésta fue su única hija. Cuando Clito alcanza la edad de tener marido, muere finalmente Evenor (y también su esposa). Clitoé sería la madre de la estirpe de los reyes atlantes.